# Batman: Arkham Origins (móvel)
Batman: Arkham Origins é um videojogo de 2013 produzido pelo NetherRealm Studios e publicado pela Warner Bros. Interactive Entertainment para os sistemas operativos móveis iOS e Android. Baseado no popular herói da DC Comics, Batman, o jogo é uma história spin-off do jogo Batman: Arkham Origins, e também faz parte da série Batman: Arkham. Foi lançado para iOS a 16 de Outubro de 2013 e foi lançado no final de 2013 para Android.